# La cicala (Lefebvre)
(Giovanni Faldella, A Vienna. Gita con il lapis)
La cicala (La Cigale) è un dipinto del pittore francese Jules Joseph Lefebvre, realizzato nel 1872. Il dipinto è oggi conservato alla National Gallery of Victoria, a Melbourne. Si tratta di un dipinto allegorico basato sulla celebre favola "La cicala e la formica".

## Storia
Il quadro venne realizzato in un periodo nel quale il nudo femminile era molto popolare nel Salon parigino e venne esposto per la prima volta nel 1872. Dopo la mostra al Salon, il dipinto passò da un acquirente all'altro fino al 2005, quando venne acquistato per 500.000 dollari dalla National Gallery of Victoria.

## Descrizione
Il dipinto raffigura una donna in piedi, davanti ad un muro bianco. La donna è nuda e si morde un dito, come se avesse fame, mentre fissa con i suoi occhi lo spettatore. In una mano ella regge un velo bianco che non è abbastanza grande per coprirla. Accanto a lei è presente una pianta che perde le proprie foglie: è un segno dell'inverno ormai alle porte. Il soggetto deriva dalla favola di Esopo “La cicala e la formica”, ripresa da Jean de La Fontaine. Quando Lefebvre espose il dipinto al Salon citò proprio un verso della versione di La Fontaine: “Quand la bise fut venue” (Quando venne il vento freddo del nord). Esopo racconta che la formica lavorava durante l’estate per conservare le provviste per l’inverno, mentre la cicala cantava e ballava. Con l’arrivo del vento autunnale, la cicala, nuda, si rende conto della sua vulnerabilità di fronte ad una stagione invernale spoglia come lei. Si pensa che Lefebvre per realizzare quest'opera si fosse ispirato alla recente storia francese, come la sconfitta nella guerra franco-prussiana del 1870-1871, la mancanza di preparazione da parte di Napoleone III, la crisi economica e le vicende della Comune parigina.